# Гексахлороманганат(II) калия
Гексахлороманганат(II) калия — неорганическое соединение,
комплексная соль калия, марганца и соляной кислоты с формулой K4MnCl6,
жёлтые кристаллы.

## Получение
- В природе встречается минерал хлорманганокалит — K4MnCl6 [1].

## Физические свойства
Гексахлороманганат(II) калия образует жёлтые кристаллы
тригональной сингонии,
пространственная группа R c,
параметры ячейки a = 1,193 нм, c = 1,479 нм, Z = 6.